# Thới Tân
Thới Tân là một xã thuộc huyện Thới Lai, thành phố Cần Thơ, Việt Nam.
Xã Thới Tân có diện tích 17,63 km², dân số năm 1999 là 6.600 người, mật độ dân số đạt 374 người/km².